# Stade olympique Atatürk
Pour les articles homonymes, voir Atatürk (homonymie) et Stade olympique.
Le stade olympique Atatürk (turc : Atatürk Olimpiyat Stadyumu) est un stade omnisports de 77 563 places construit à Istanbul pour la candidature de la ville à l'organisation des Jeux olympiques de 2008. En raison de l'échec de cette candidature, cet ensemble sportif qui prévoyait de regrouper d'autres équipements sportifs, reste inachevé. Le stade est toutefois pleinement opérationnel.
Situé dans la partie ouest de la ville, l'édifice est nommé d'après Mustafa Kemal Atatürk, le fondateur et premier président de la république de Turquie.
Construit en 2001, il accueille en 2004 et 2005 les finales de la Coupe de Turquie de football et est désormais le plus grand stade de football en Turquie, avant le Türk Telekom Stadyumu et le Stade İzmir Atatürk.
Souvent considéré comme trop éloigné de la ville d'Istanbul (le stade se trouve sur l'autoroute TEM), les difficultés de déplacement lors des grands matches sont évidentes. Comme il s'agit d'un stade olympique, les tribunes se situent derrière la piste d’athlétisme.
Il fut dessiné par les mêmes architectes que ceux du Stade de France.

## Histoire
La Turquie décide en 1992 de postuler à l'organisation des Jeux olympiques de 2004 en présentant la ville d'Istanbul. Une loi est votée pour soutenir cette candidature. Cette Loi Olympique intègre la charte du Comité international olympique. Elle est ratifiée à l'unanimité par le Parlement turc le 30 avril 1992. Un Conseil de préparation et d'organisation des Jeux Olympiques est nommé pour réaliser les objectifs de la loi. Pour renforcer les engagements de la Turquie, le Président de la république et le gouvernement signent en juillet 1996 une Déclaration d'engagement.
En 1997, le Comité international olympique choisit Athènes pour accueillir les Jeux olympiques 2004. Les autorités turques décident cependant d'engager la construction des installations du futur parc olympique situé à Ikitelli.
Le concours pour la conception-construction du Stade olympique est lancé au début de l'année 1997. Douze groupements internationaux comprenant des entreprises turques et internationales associés à des équipes d'architectes sont pré-qualifiés. Les réponses au concours sont remises le 15 avril 1997. Le groupement composé de Campenon Bernard SGE (pilote), Tekfen Insaat Ve Tesisat A.S., SAE International avec les architectes Michel Macary et Aymeric Zublena est choisi pour la conception du projet. Le financement du projet est finalisé le 4 juin 1999. Le Stade olympique prend le nom de Stade Atatürk à l'été 1999. Le stade est inauguré le 31 juillet 2002.

## Événements
- Finale de la Coupe de Turquie de football, 2004 et 2005
- Finale de la Ligue des champions de l'UEFA 2004-2005, 25 mai 2005
- Supercoupe de Turquie de football, 2009 et 2010
- Concert de U2 (U2 360° Tour), 6 septembre 2010
- Finale de la Ligue des Champions 2022-2023, 10 juin 2023

### Matchs mémorables
- Le 11 mai 2005, ce stade voit la victoire de Galatasaray contre Fenerbahçe en finale de la Coupe de Turquie (5-1).
- Le 25 mai 2005, le Stade olympique Atatürk accueille la finale de la Ligue des champions entre Liverpool et le Milan AC. Au terme d'une finale où les jeux semblent être faits en faveur des Italiens, c'est finalement Liverpool qui l'emporte aux tirs au but.

## Galerie

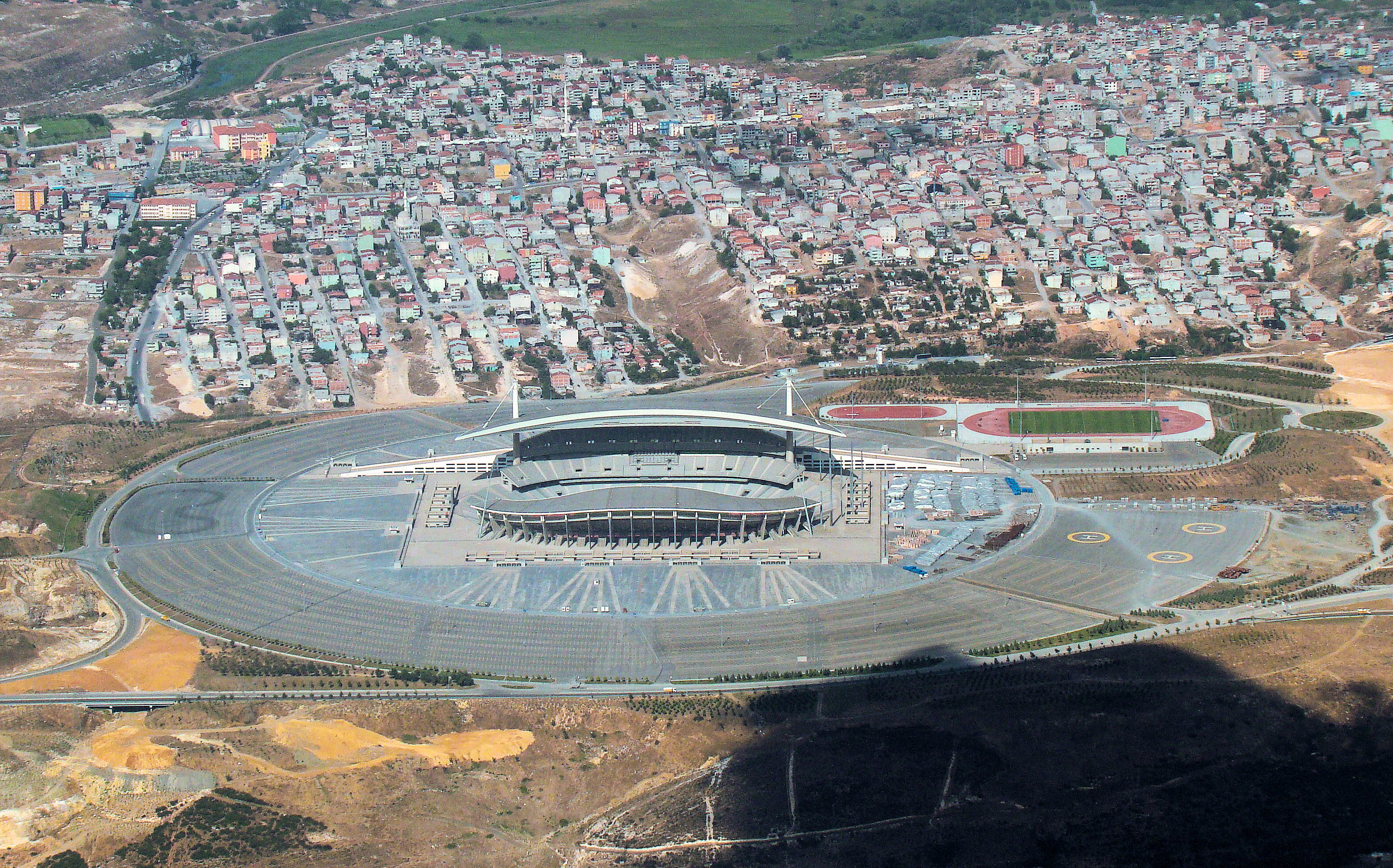
vue de haut
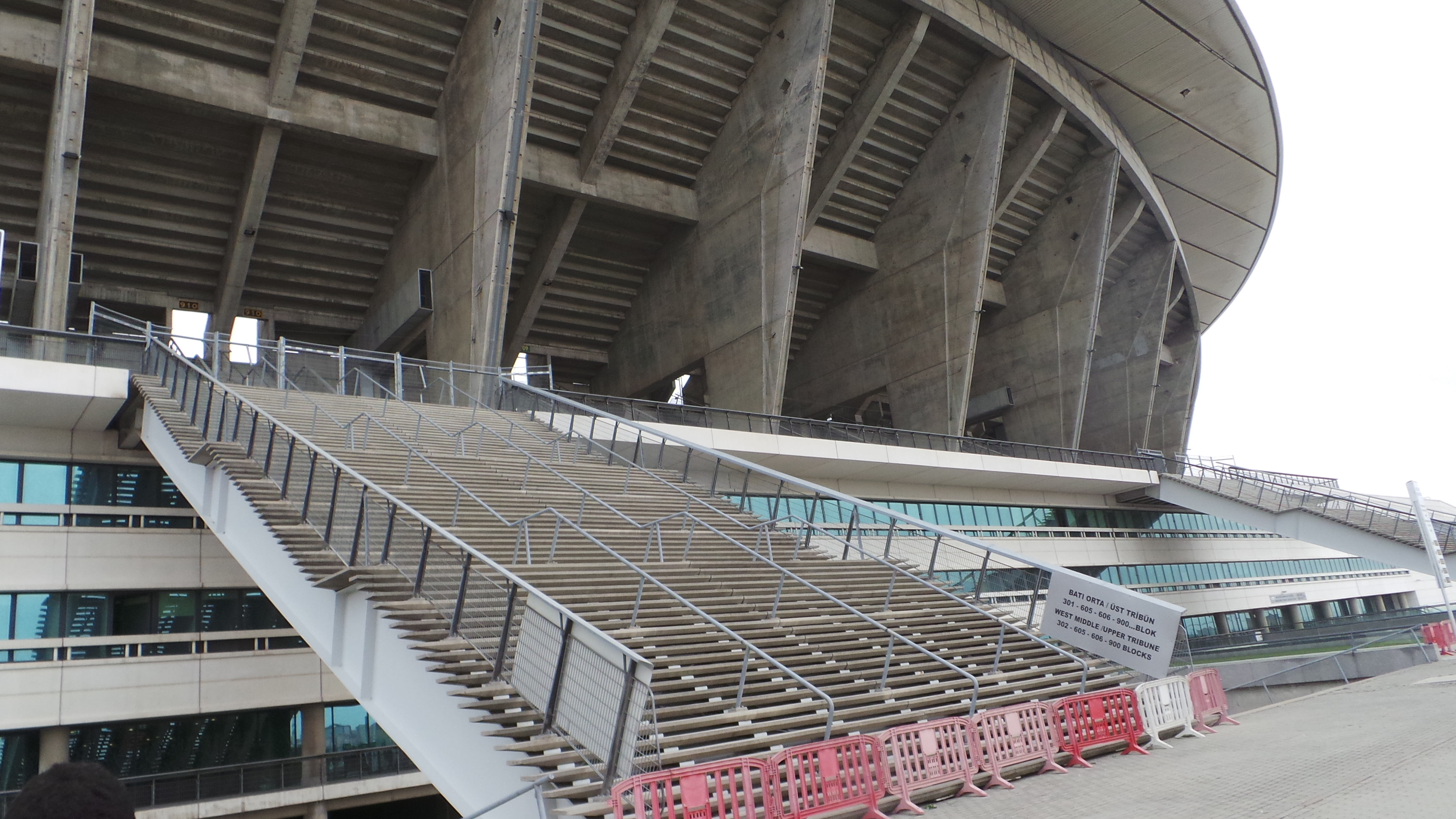
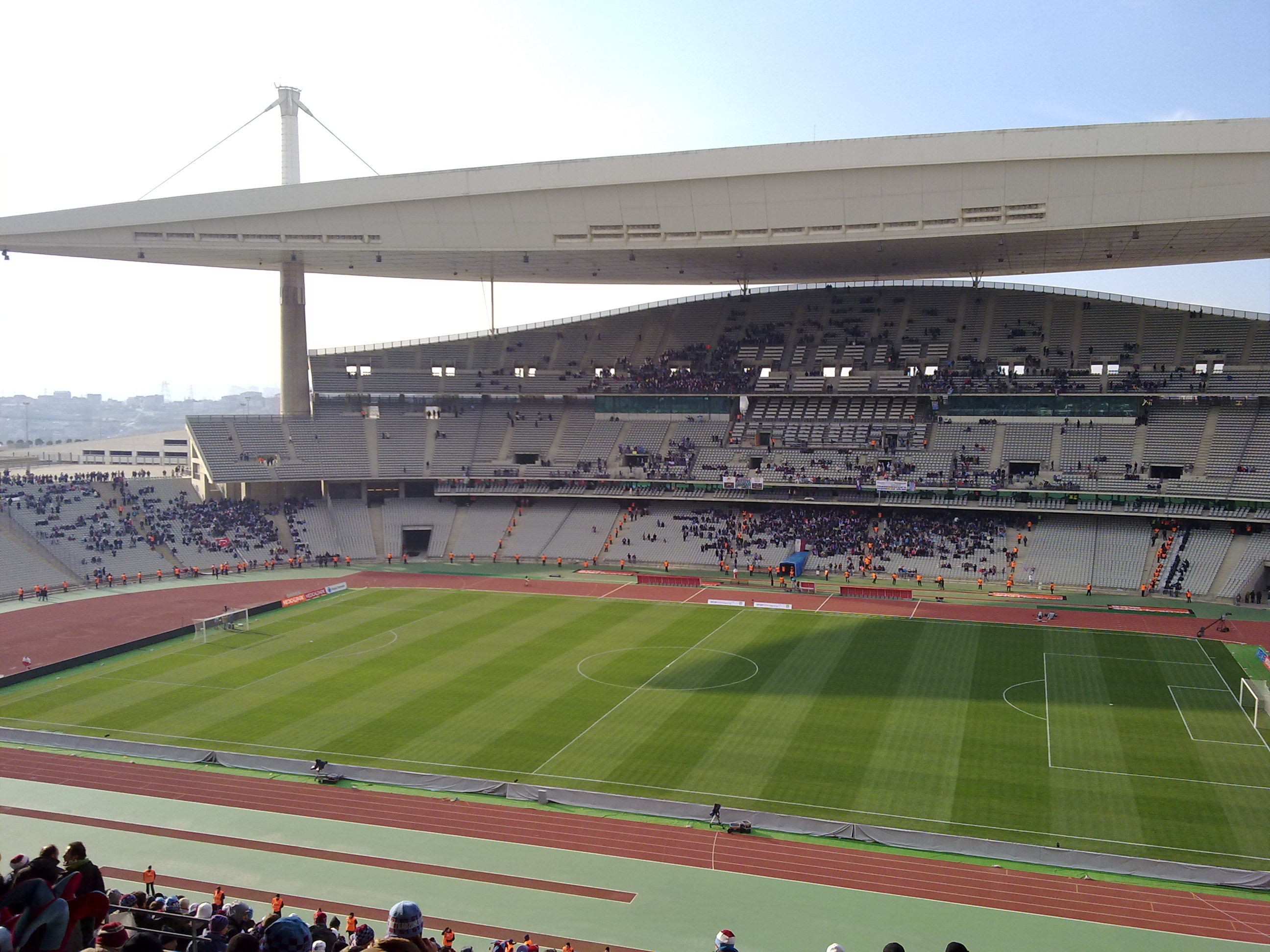
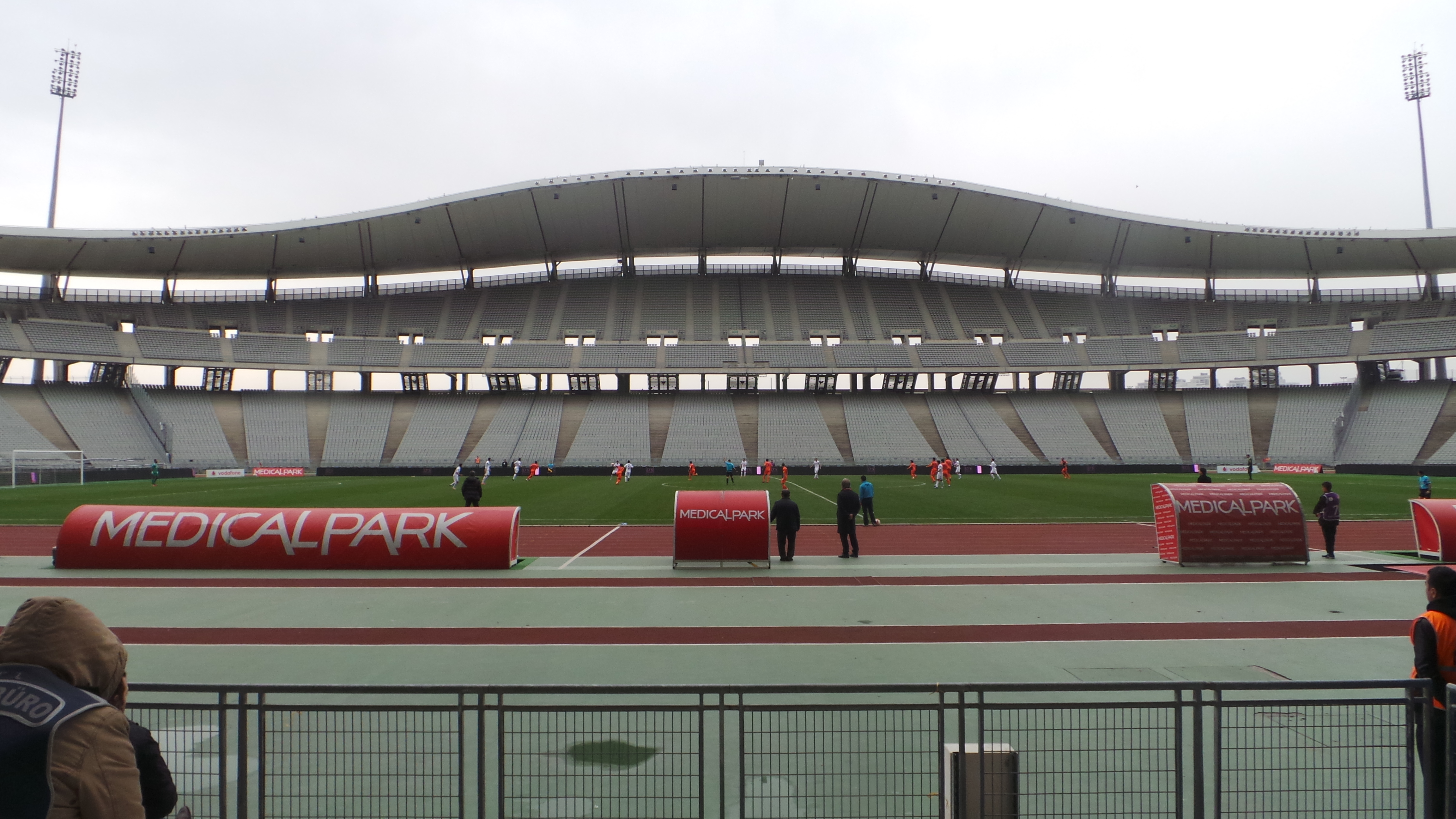
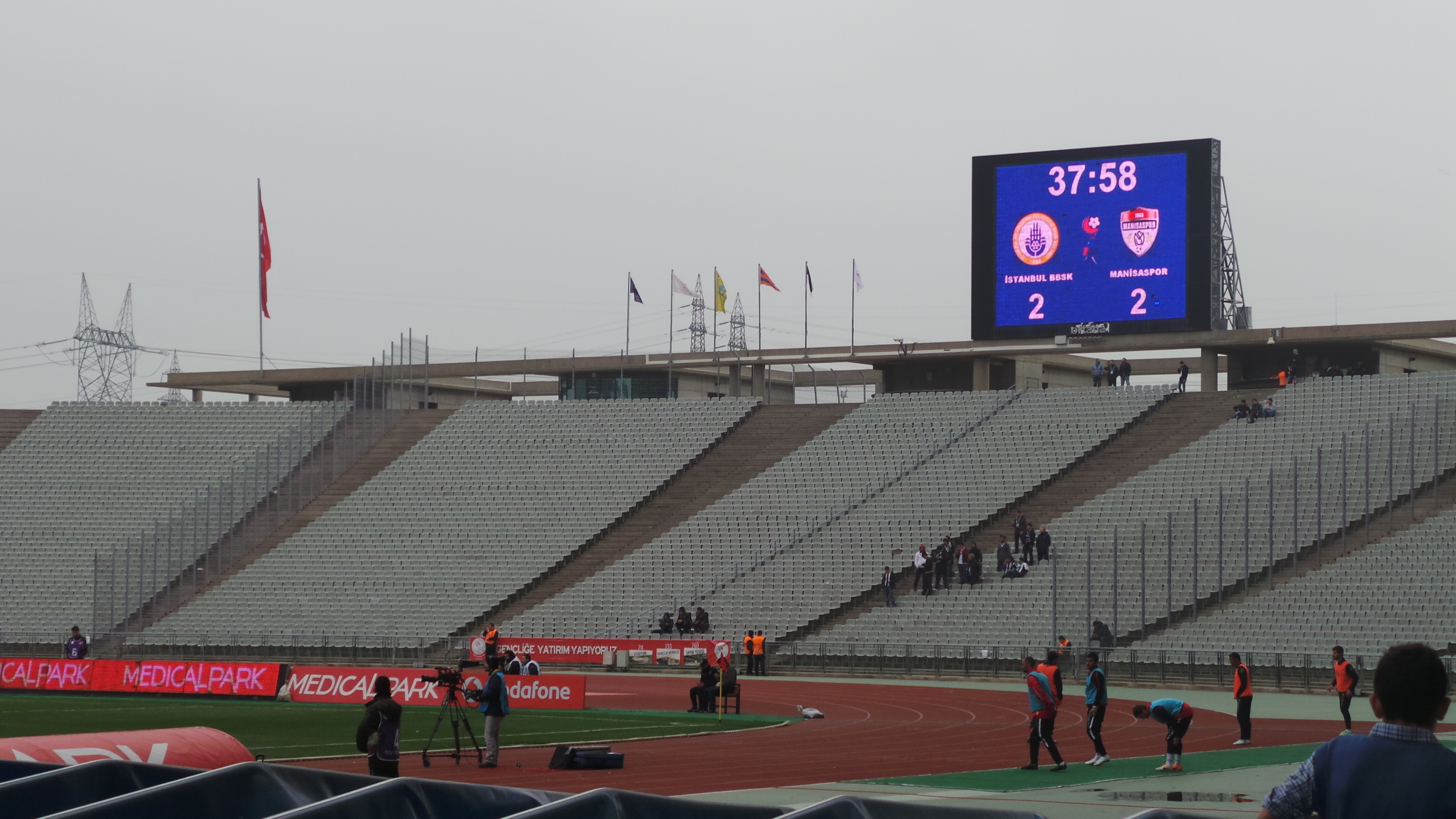
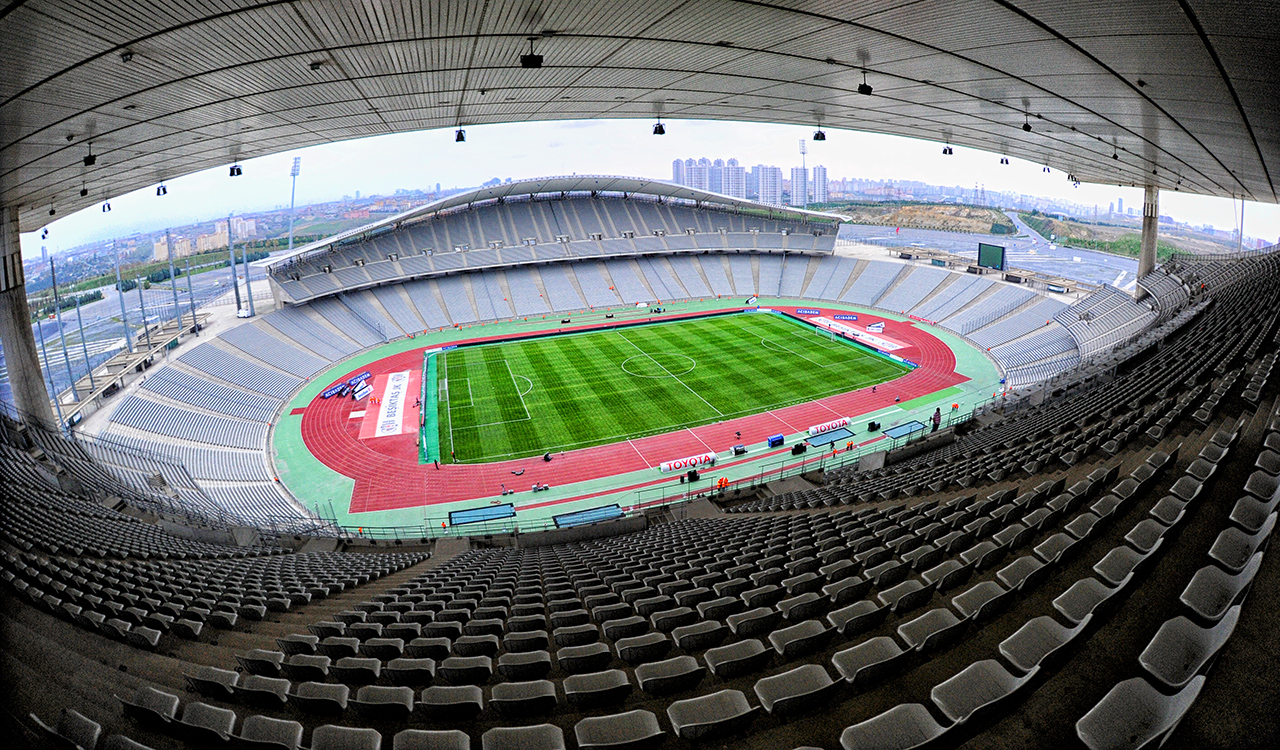
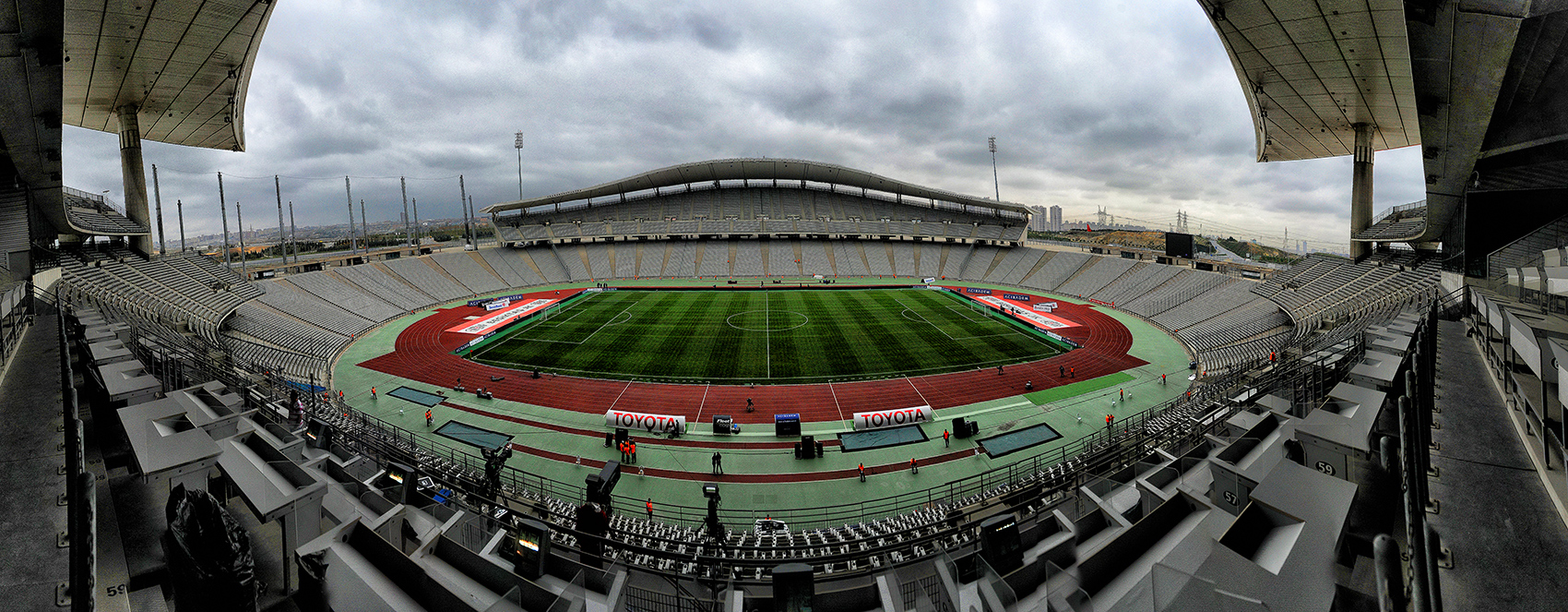